# 寺本圭佑
寺本 圭佑（てらもと けいすけ、1976年11月15日 - ）は、日本の歌手。本名は寺本 義之。

## 来歴

### 生い立ち
1976年（昭和51年）11月15日生まれ、奈良県奈良市出身。

### 歌手として
アマチュア時代より、数々のカラオケ大会に出場。NHKのど自慢・関西演歌大賞・地元奈良県民カラオケ大会において優勝。その後本格的に歌手デビューを目指して上京する。2010年（平成22年）にデビュー。2012年（平成24年）に芸名を「寺本圭佑」に改め、ヒットメーカー小田純平の弟子となった。2016年（平成28年）に日本クラウンに移籍し、2年連続でクラウンシングルヒット賞を受賞した。2019年（令和元年）7月、ユニバーサルミュージックに移籍した。移籍後初のシングル「ひとりにしない」は、オリコンの週刊演歌・歌謡シングルランキングで2位となった。2021年（令和3年）6月「望郷本線」・2022年（令和4年）9月「折鶴夜曲」と立て続けにヒット。有線放送リクエストにおいて年間ベスト20位内をキープする。2022年（令和4年）第55回日本作詩大賞「折鶴夜曲」ノミネートされる。2024年（令和6年）日本作曲家協会音楽祭奨励賞「ほおずり」受賞。

## 人物
「歌の宅配便」として年間1300か所余りの全国各地のカラオケ喫茶やスナック・イベントなどをこなす。2019年（令和元年）6月から走行距離10万キロメートルを目標に掲げていたが、新型コロナウイルス感染症の流行の影響を受け6万8000キロメートルで自粛することになるも、後に達成する。

## 賞歴
- 2016年 - クラウンシングルヒット賞[2]。
- 2017年 - クラウンシングルヒット賞[2]。
- 2022年 ｰ 第55回日本作詩大賞ノミネート[折鶴夜曲 作詩：鮫島琉星］
- 2024年 ｰ 日本作曲家協会音楽祭奨励賞受賞[ほおずり 作詩：鮫島琉星/作曲：小田純平］

## 作品

### 東大寺四郎名義

#### シングル
- おやじありがとう（2010年）[6]

#### カセット
- おやじありがとう（2010年）[7]

### 寺本圭佑名義

#### シングル
- 心の花束（2012年）[8]
- そしてそしてそして…（2013年）[9]
- うちあけ話（2015年）[10]
- 恋一葉（2016年）[11]
- やむにやまれず（2017年）[11]
- 夕顔〜ふるえる花〜（2018年）[11]
- ひとりにしない（2019年）[12]
- ひとりにしない（スペシャル・パッケージ）（2020年）[12]
- 望郷本線（2021年）[12]
- 折鶴夜曲（2022年）[12]
- ほおずり（2024年）[12]

#### アルバム
- GROW TOGETHER I（2015年）[13]
- GROW TOGETHER II（2018年）[11]
- 寺本圭佑ベスト〜ひとりにしない〜（2020年）[12]

#### カセット
- 心の花束（2012年）[14]
- そしてそしてそして…（2013年）[15]
- ひとりにしない（2019年）[12]

## 出演番組

### テレビ
- テレビ東京　サブちゃんと歌仲間（第1100回記念）
- 朝日放送　パネルクイズ　アタック２５（タレント大会）
- テレビ東京　洋子の演歌一直線
- ＢＳ朝日　人生、歌がある
- NHK　新・ＢＳ日本のうた

### ラジオ
- ＮＨＫラジオ第一　きらめき歌謡ライブ
- 文化放送　走れ歌謡曲
- ラジオ日本　夏木ゆたかのホッと歌謡曲

#### レギュラー番組
- ならどっとＦＭ　寺本圭佑のウチアケバナシ　毎週火曜日12:30～12:55生放送